# Pododesmus macrochisma
Pododesmus macrochisma är en musselart som först beskrevs av Gérard Paul Deshayes 1839.  Pododesmus macrochisma ingår i släktet Pododesmus och familjen sadelostron. Inga underarter finns listade i Catalogue of Life.